# Bonifacio Eslava
Bonifacio Sanmartín Eslava (Burlada, Navarra, 1829-Madrid, 19 de mayo de 1904) fue un compositor, violonchelista, editor musical, almacenista de instrumentos musicales y empresario teatral español del siglo XIX.
Era hijo de Catalina, hermana mayor de Hilarión Eslava. Éste se encargó de la educación musical de su sobrino, que desechó su primer apellido para darse a conocer como Bonifacio Eslava. Sus primeros años de formación musical transcurrieron en Pamplona, aunque en 1844 se mudó con su tío a Madrid. Allí estudió violonchelo y piano, mientras su tío le reforzaba sus conocimientos de armonía y composición. Ingresó en la orquesta del Teatro Real como violonchelista, puesto que le ayudó a obtener también una plaza como instrumentista en la Real Capilla. 
Fue el creador de la Editorial Eslava, que en 1857 emprendió la publicación de una biblioteca musical, que gozó de una gran aceptación y que dio la oportunidad de poder editar sus obras a muchos compositores.
Bonifacio Eslava es especialmente recordado por ser el fundador del Teatro Eslava de Madrid, que todavía hoy conserva su apellido como sala de fiestas Joy Eslava. Este espacio escénico nació como Salón Eslava en 1871. Diez años después, Eslava lo reformó y amplió ya como Teatro, convirtiéndose en uno de los grandes espacios teatrales de la época del género chico, llegándose a estrenar en él cuatrocientas zarzuelas en un acto.